# Équipe de France féminine de football en 2011
Cet article traite de l'équipe féminine. Pour l'équipe masculine, voir Équipe de France de football en 2011.
En 2011, l'équipe de France de football féminin participe à la Coupe du monde de football et aux éliminatoires de l'Euro 2013.

## Résumé de la saison

### Coupe du monde

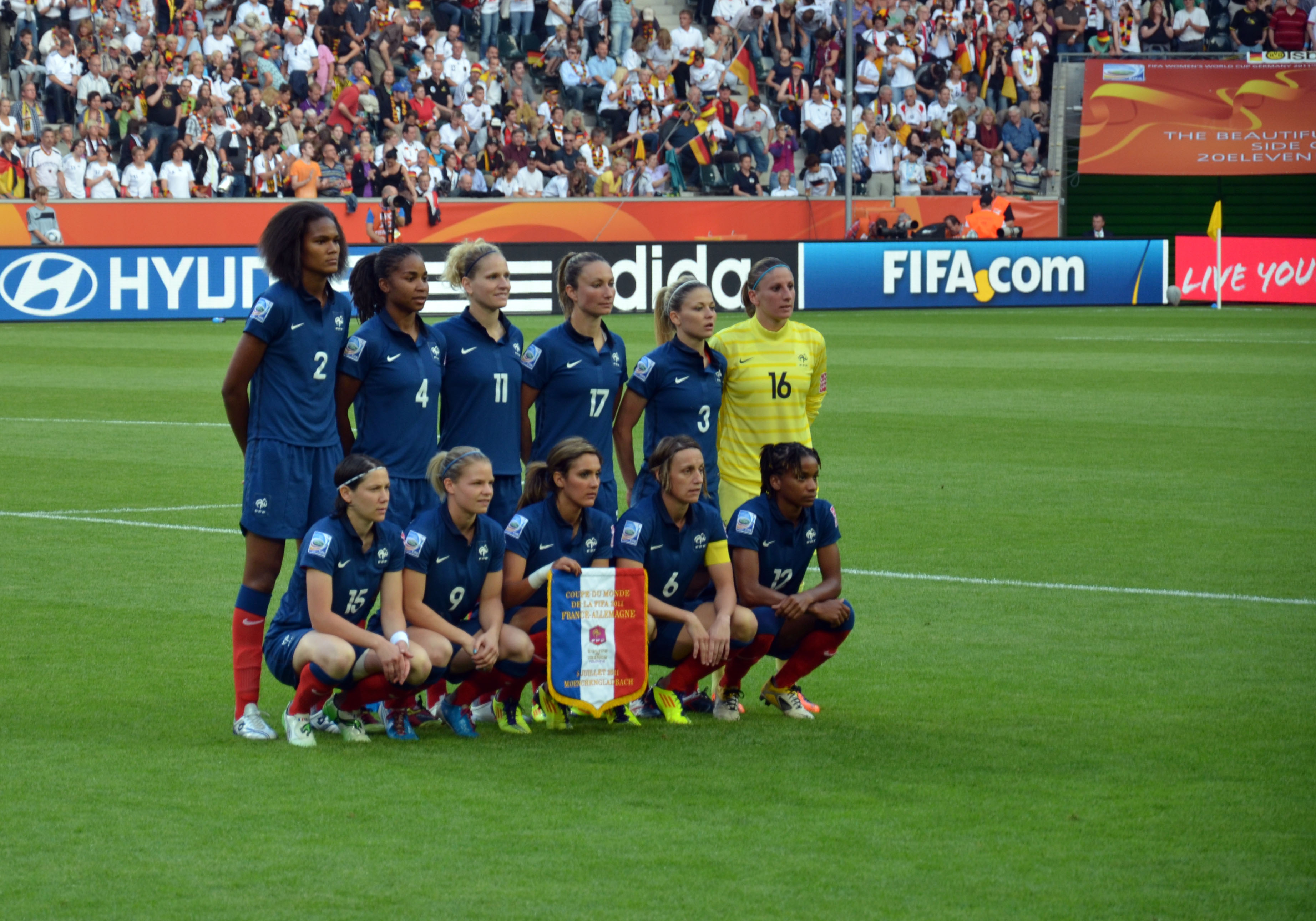
L'équipe de France avant le match contre l'Allemagne à la Coupe du monde 2011.

À la suite du tirage au sort effectué le 29 novembre 2010, la France est placée dans le groupe A en compagnie de l'Allemagne, le pays hôte, le Nigeria et le Canada.
Le 26 juin 2011, les Bleues disputent le match d'ouverture du Mondial contre le Nigeria et s'imposent 1-0 grâce à un but de Marie-Laure Delie.
Pour son deuxième match, la France affronte le Canada. Bien que privées de Wendie Renard, les Bleues s'imposent 4-0 avec des réalisations de Thiney (qui réalise un doublé) Abily et Thomis. 
Grâce à cette victoire, la France assure sa qualification avant son dernier match contre l'Allemagne. Le sélectionneur Bruno Bini en profite pour faire tourner son effectif et les Bleues s'inclinent 4-2.
Expulsée contre la Mannschaft, la gardienne Bérangère Sapowicz est suspendue pour le quart de finale contre l'Angleterre. 
La France se qualifie pour les demi-finales en éliminant l'Angleterre 4 tirs au but à 3 (1-1 a.p.) en quarts de finale. Les Anglaises avaient ouvert la marque par Jill Scott (59e), Élise Bussaglia égalisant deux minutes seulement avant la fin du temps réglementaire (88e). Grâce à cette victoire, la France se qualifie dans le même temps pour les Jeux olympiques de Londres en août 2012. 
En demi-finale, les Bleues sont éliminées par les États-Unis qui s'imposent 3 buts à 1 avant de subir une nouvelle défaite lors de la petite finale en s'inclinant 2 buts à 1 contre la Suède.

## Les matches
| N°  | Date              | Stade, Ville, Pays         | Adversaire           | Score               | Comp                    | Buteurs français |
| 297 | 2 mars 2011       | Nicosie, Chypre            | Suisse               | 2 – 0               | Tournoi de Chypre       | -                |
| 298 | 4 mars 2011       | Larnaca, Chypre            | Pays-Bas             | 1 - 2               | Tournoi de Chypre       | -                |
| 299 | 7 mars 2011       | Nicosie, Chypre            | Nouvelle-Zélande     | 5 - 2               | Tournoi de Chypre       | -                |
| 300 | 9 mars 2011       | Nicosie, Chypre            | Écosse               | 3 - 0               | Tournoi de Chypre       | -                |
| 301 | 18 mai 2011       | Brest, France              | Écosse               | 1 - 1               | Amical                  | -                |
| 302 | 15 juin 2011      | Nieuwpoort, Belgique       | Belgique             | 1 - 2               | Amical                  | -                |
| 303 | 18 juin 2011      | Calais, France             | Belgique             | 7 - 0               | Amical                  | -                |
| 304 | 26 juin 2011      | Sinsheim, Allemagne        | Nigeria              | 1 - 0               | Coupe du monde          | -                |
| 305 | 30 juin 2011      | Bochum, Allemagne          | Canada               | 4 - 0               | Coupe du monde          | -                |
| 306 | 5 juillet 2011    | Mönchengladbach, Allemagne | Allemagne            | 4 - 2               | Coupe du monde          | -                |
| 307 | 9 juillet 2011    | Leverkusen, Allemagne      | Angleterre           | 1 - 1 a.p (4-3 tab) | Coupe du monde          | -                |
| 308 | 13 juillet 2011   | Mönchengladbach, Allemagne | États-Unis           | 3 - 1               | Coupe du monde          | -                |
| 309 | 16 juillet 2011   | Sinsheim, Allemagne        | Suède                | 2 - 1               | Coupe du monde          | -                |
| 310 | 24 août 2011      | Lens, France               | Pologne              | 1 - 0               | Amical                  | -                |
| 311 | 14 septembre 2011 | Ness Ziona, Israël         | Israël               | 5 - 0               | Éliminatoires Euro 2013 | -                |
| 312 | 22 septembre 2011 | Cork, Irlande              | République d'Irlande | 1 - 3               | Éliminatoires Euro 2013 | -                |
| 313 | 22 octobre 2011   | Llanelli, Pays de Galles   | Pays de Galles       | 1 - 4               | Éliminatoires Euro 2013 | -                |
| 314 | 26 octobre 2011   | Troyes, France             | Israël               | 5 - 0               | Éliminatoires Euro 2013 | -                |
| 315 | 16 novembre 2011  | Pointe-à-Pitre, France     | Uruguay              | 8 - 0               | Amical                  | -                |
| 316 | 20 novembre 2011  | Fort-de-France, France     | Mexique              | 5 - 0               | Amical                  | -                |